# Hieracium chlorophyton
Hieracium chlorophyton es una especie de planta con flor del género Hieracium, de la familia Asteraceae, orden Asterales.

## Distribución
Hieracium chlorophyton se distribuye por Austria, Checoslovaquia, Hungría, Italia y Yugoslavia.

## Taxonomía
Fue descrita científicamente por Preissm. & Zahn. Fue publicada en A.von Hayek, Fl. Steiermark 2: 829 (1914).